# 衣康酸酐
衣康酸酐（Itaconic anhydride），化学式C5H4O3，是衣康酸分子内失水生成的环状酸酐。

## 性质
无色易吸湿潮解晶体。易溶于水、醇并发生分解，微溶于乙醚、苯、氯仿。有刺激性。加热时容易异构化为柠康酐。

## 制取
1、由一水合柠檬酸加热熔化，蒸馏并收集下层馏出物而得。
2、由衣康酸失水制备。

## 用途
用作狄尔斯-阿尔德反应中的亲双烯体和其他有机合成用途。它的环外双键结构可通过与环戊二烯发生D-A反应而得到保护；该加合物加热时又释放出衣康酸酐。